# سونیانی
سونیانی (به لاتین: Sunyani) یک منطقهٔ مسکونی در غنا است که در منطقه بونو واقع شده‌است. سونیانی ۲۰۸٬۴۹۶ نفر جمعیت دارد و ۳۰۳ متر بالاتر از سطح دریا واقع شده‌است.

## خواهرخوانده
شهرهای تاسکالوسا، آلاباما و Techiman خواهرخوانده‌های سونیانی هستند.